# Scopula omissa
Scopula omissa är en fjärilsart som beskrevs av W. Warren 1906. Scopula omissa ingår i släktet Scopula och familjen mätare. Inga underarter finns listade.